# Pietro Pascoli
Pietro Pascoli (Enemonzo, 3 dicembre 1896 – Udine, 17 novembre 1974) è stato un politico e giornalista italiano.
Partecipò agli eventi che hanno segnato l'Italia e il Friuli-Venezia Giulia nel ventesimo secolo, in particolare la fondazione del PCI (Partito Comunista Italiano), la seconda guerra mondiale e la lotta partigiana.

## Biografia
Pietro Pascoli nacque a Quinis, frazione del comune di Enemonzo, nelle Alpi Carniche, in una famiglia poverissima. Suo padre, con cinque figli a carico, era emigrante. Iniziò a lavorare quando era ancora un ragazzino, dapprima a Cormons in una bottega di tessitura a mano e poi, a dieci anni, in Austria, apprendista muratore in Carinzia e nello Steiermark. Nell'inverno del 1911 frequentò, dopo il lavoro, i corsi serali della scuola d'arti e mestieri.
Allo scoppio della Prima Guerra Mondiale ritornò in Italia proseguendo gli studi professionali a Tolmezzo. Nell'autunno del 1915 fu chiamato alle armi e assegnato all'Aeronautica Militare come disegnatore presso la direzione tecnica a Milano. Nel 1917 si iscrisse al Partito Socialista e in seguito seguì i corsi di marxismo tenuti anche da Filippo Turati e Claudio Treves.

### Il primo dopoguerra
Dopo il congedo tornò in Carnia e nel marzo 1920 divenne segretario della Camera del Lavoro della Carnia e del Canal del Ferro e iniziò a collaborare con il settimanale Lavoratore Friulano diretto da Felice Feruglio e Chino Ermacora. Quell'anno fu anche tra gli organizzatori dell'occupazione simultanea di tutti i comuni della zona con l'intento di richiamare l'attenzione del Governo sulle drammatiche condizioni economiche e sociali dell'area.
Delegato al Congresso di Livorno del 1921 per la corrente massimalista con Scoccimarro e Feruglio, dopo la scissione aderì al Partito Comunista. Quindi guidò la Camera del Lavoro di Gradisca e poi quella di Gorizia, cominciò a scrivere per Lavoratore di Trieste, partecipò all'occupazione delle fabbriche nell'agosto 1922, cercò anche di emigrare in Francia dopo essersi sposato nell'aprile 1923 ma gli fu negato il passaporto perché iscritto nella lista speciale dei vigilati politici.
Fu radiato dal partito nel 1926 per essersi rifiutato di svolgere attività politica per non aggravare le condizioni familiari. A lungo senza lavoro e già padre di una figlia, ottenne il passaporto nel 1934. Si recò prima a Parigi e poi in Africa orientale dove ad Asmara, in Eritrea, trovò un'occupazione per alcuni anni. Rientrò in Italia dopo la nascita, nel 1938, della seconda figlia ed ottenne il diploma di geometra.
Nel 1942 fu riammesso nel Partito Comunista. All'epoca dell'armistizio partecipò alla lotta partigiana nelle formazioni Garibaldi Friuli svolgendo attività di collegamento per i Comitati di Liberazione di Udine e Gorizia. Il 13 dicembre 1944 fu arrestato dalle SS e, dopo un mese di reclusione nelle carceri di Udine, fu deportato in Germania come prigioniero politico nei campi di concentramento di Flossenbürg, Hersbruck e Dachau dove si ammalò.

### Il secondo dopoguerra
Nel 1945, rientrato in Italia e rimessosi in salute, riprese l'attività lavorativa, si iscrisse all'albo dei giornalisti pubblicisti. A fine del 1945 scrisse Autonomie regionali o staio federativo?, un testo nel quale si espresse a favore della trasformazione dell'Italia in uno stato federale e nel 1947 prese la tessera del PSIUP per poi decidere, pochi anni dopo, di ritirarsi dalla politica attiva. Si dedicò quindi a scrivere il suo libro sull'esperienza vissuta nei campi di concentramento nazisti, I Deportati. La prima edizione, nel 1960, con prefazione di Ferruccio Parri, andò esaurita in poco più di un mese. Nel frattempo era tornato ad iscriversi al PSI, dirigendo sino al 1973 il periodico della federazione di Udine, Lavoratore Socialista,  e diventando contemporaneamente corrispondente dell'Avanti.

## Opere
- I Deportati, pagine di vita vissuta (con presentazione di Ferruccio Parri), La Nuova Italia, Firenze, 1960